# Senators de l'Île-du-Prince-Édouard
Les Senators de l'Île-du-Prince-Édouard sont une franchise professionnelle de hockey sur glace de la Ligue américaine de hockey qui a existé de 1993 à 1996.

## Histoire
Après vingt-et-un ans passés à New Haven sous le nom de Nighthawks de New Haven puis, pendant une saison, sous celui de Senators de New Haven, la franchise est relocalisée en 1993 à Charlottetown, ville de la province canadienne de l'Île-du-Prince-Édouard.
Au cours de leurs trois saisons passées à Charlestown, les Senators, bien que remportant deux fois leur division (1995 et 1996), terminèrent à chaque fois dans les deux dernières places en termes d'affluence avec une moyenne de 2 300 à 2 500 spectateurs par match.
En 1996, la franchise cessa ses activités, arguant le fait qu'il était impossible de maintenir une franchise de LAH dans une si petite ville.

## Statistiques
| Saison  | PJ | V  | D  | N | DP | Pts | BP  | BC  | Classement Final      | Séries éliminatoires           |
| ------- | -- | -- | -- | - | -- | --- | --- | --- | --------------------- | ------------------------------ |
| 1993-94 | 80 | 23 | 49 | 8 | -- | 54  | 269 | 356 | 6e division Atlantic  | Non qualifiés                  |
| 1994-95 | 80 | 41 | 31 | 8 | -- | 90  | 305 | 271 | 1er division Atlantic | 4-1 Saint-Jean 2-4 Fredericton |
| 1995-96 | 80 | 38 | 33 | 6 | 3  | 85  | 303 | 313 | 1er division East     | 2-3 Fredericton                |

## Entraîneurs
- Don MacAdam (1993-1994)
- Dave Allison (1994-1996)

## Records d'équipe

### En une saison
Buts : 53 -  Steve Larouche
Aides : 57 -  Michel Picard
Points : 101 - Steve Larouche
Minutes de pénalité : 314 -  Darcy Simon
Moyenne de buts encaissés par partie : 3,10 -  Jean-François Labbé
% Arrêt : 90,6 % - Jean-François Labbé
Victoires de gardien : 25 -  Mike Bales

### En carrière
Buts : 70 -  Pavol Demitra,  Greg Pankewicz
Aides : 124 Pavol Demitra
Points : 196 Pavol Demitra
Minutes de pénalité : 534 Darcy Simon
Victoires de gardien : 25 - Mike Bales
Blanchissages : 2 - Mike Bales et Jean-François Labbé
Nombre de parties : 223 -  Chad Penney